# José Buruca Laforia
José María Buruca, también conocido como José Buruca Laforia (Atalaya, España, 16 de mayo de 1884 - Buenos Aires, Argentina, 6 de junio de 1957) fue un futbolista argentino. Se desempeñaba como portero. Apodado El Vasco, Buruca Laforia es considerado el primer gran portero de Argentina.

## Carrera
Aunque Buruca era de baja estatura para jugar de portero, su intuición le hizo estar justo a tiempo bajo la portería. Su estilo de juego (generalmente alejarse del área de portería) hizo que el capitán de Alumni, Jorge Brown, lo regañara en varias ocasiones. Se le considera antecesor de otros porteros como Ubaldo Fillol o Hugo Gatti.
Buruca comenzó su carrera jugando en Central Athletic Club, luego se cambió a Barracas AC donde permaneció hasta 1904. Ese mismo año fue portero en el primer partido internacional disputado por un equipo argentino contra un equipo británico, el Southampton de Buenos Aires. En 1905 pasó a Alumni, junto al delantero Carlos Lett. Buruca ganó 3 campeonatos de Primera División, entre otros títulos.
En 1909 Buruca se cambió a Independiente donde jugó hasta 1911, luego jugando para Argentino de Quilmes y Racing Club de Avellaneda. Después de la muerte de su padre, Buruca decidió dejar el fútbol.
 
Buruca fue el primer portero en jugar con la selección argentina en un partido oficial, jugando contra la seleccióm uruguaya en Montevideo el 20 de julio de 1902. Buruca solo jugó cuatro veces por Argentina, siendo su último partido el 15 de agosto de 1907 contra Uruguay por la Copa Lipton. Se lesionó en el 60' y fue sustituido por el delantero Alfredo Brown que tuvo que cambiar a portero porque en ese entonces no se permitían sustituciones. Su meta se mantuvo invicta, estableciendo un récord.

## Palmarés

### Torneos nacionales
| Título                                      | Club                        | País      | Año  |
| ------------------------------------------- | --------------------------- | --------- | ---- |
| Primera División                            | Alumni Athletic Club        | Argentina | 1905 |
| Copa de Honor Municipalidad de Buenos Aires | Alumni Athletic Club        | Argentina | 1905 |
| Primera División                            | Alumni Athletic Club        | Argentina | 1906 |
| Copa de Honor Municipalidad de Buenos Aires | Alumni Athletic Club        | Argentina | 1906 |
| Copa Competencia Chevallier Boutell         | Alumni Athletic Club        | Argentina | 1906 |
| Primera División                            | Alumni Athletic Club        | Argentina | 1907 |
| Copa de Competencia Jockey Club             | Alumni Athletic Club        | Argentina | 1907 |
| Copa de Competencia Jockey Club             | Alumni Athletic Club        | Argentina | 1908 |
| Copa de Competencia Adolfo Bullrich         | Club Atlético Independiente | Argentina | 1909 |

### Torneos internacionales
| Título                              | Club                 | Sede         | Año  |
| ----------------------------------- | -------------------- | ------------ | ---- |
| Copa de Honor Cousenier             | Alumni Athletic Club | Montevideo   | 1906 |
| Copa Competencia Chevallier Boutell | Alumni Athletic Club | Buenos Aires | 1907 |